# David Mandić
David Mandić (* 14. September 1997 in Ljubuški, Bosnien und Herzegowina) ist ein kroatischer Handballspieler. Der 1,87 m große linke Außenspieler spielt seit 2022 für den deutschen Bundesligisten MT Melsungen und steht im Aufgebot der kroatischen Nationalmannschaft.

## Karriere

### Verein
David Mandić begann mit dem Handballspiel in seiner Heimatstadt beim RK Izviđač Ljubuški, mit dessen erster Mannschaft er 2016 die Meisterschaft in Bosnien-Herzegowina gewann. Im Februar 2013 stand er bereits als 15-Jähriger erstmals im EHF Challenge Cup im Aufgebot. Ab 2018 stand er beim kroatischen Rekordmeister RK Zagreb unter Vertrag, mit dem er 2019, 2021 und 2022 kroatischer Meister sowie 2019, 2021 und 2022 Pokalsieger wurde. Zudem nahm er jedes Jahr an der EHF Champions League teil.
Zur Saison 2022/23 unterschrieb Mandić einen bis 2025 laufenden Vertrag bei der MT Melsungen.

### Nationalmannschaft
In der kroatischen Nationalmannschaft debütierte David Mandić 2017. Hier trägt er die Rückennummer 39. Bei den Mittelmeerspielen 2018 gewann er mit den Kroaten die Goldmedaille. Des Weiteren nahm er an den Weltmeisterschaften 2019 und 2021 teil. Bei der Europameisterschaft 2020 gewann er mit seiner Auswahl die Silbermedaille. Bei der Weltmeisterschaft 2025 warf Mandić zwei Tore in zwei Partien und gewann mit Kroatien die Silbermedaille. Er ging bereits angeschlagen ins Turnier und schied nach einer Handverletzung nach zwei Spielen aus.

### Erfolge
- mit RK Izviđač Ljubuški
  - Bosnisch-herzegowinischer Meister: 2016

- mit RK Zagreb
  - Kroatischer Meister 2019, 2021 und 2022
  - Kroatischer Pokalsieger 2019, 2021 und 2022

- mit der Nationalmannschaft
  - Weltmeisterschaften: Silber 2025
  - Europameisterschaften: Silber 2020

## Privates
David Mandić ist ein Cousin dritten Grades des ebenfalls aus Ljubuški stammenden kroatischen Handballnationalspielers Matej Mandić.